# 贝纳阿维斯
贝纳阿维斯，是西班牙安达卢西亚自治区马拉加省的一个市镇。 总面积145平方公里，总人口1513人（2001年），人口密度10人/平方公里。